# Ungarische Eishockeyliga 1991/92
Die Saison 1991/92 war die 55. Spielzeit der ungarischen Eishockeyliga, der höchsten ungarischen Eishockeyspielklasse. Meister wurde zum insgesamt 21. Mal in der Vereinsgeschichte Ferencvárosi TC.

## Modus
In der Hauptrunde absolvierte jede der sechs Mannschaften insgesamt 25 Spiele. Die beiden Erstplatzierten qualifizierten sich für das Meisterschaftsfinale. Für einen Sieg erhielt jede Mannschaft zwei Punkte, bei einem Unentschieden gab es einen Punkt und bei einer Niederlage null Punkte.

## Hauptrunde

### Tabelle
|    | Klub                      | Sp | S  | U | N  | Tore    | Punkte |
| -- | ------------------------- | -- | -- | - | -- | ------- | ------ |
| 1. | Ferencvárosi TC           | 25 | 21 | 0 | 4  | 236:73  | 42     |
| 2. | Újpesti TE                | 25 | 19 | 1 | 5  | 191:94  | 39     |
| 3. | Jászberényi Lehel SE      | 25 | 18 | 0 | 7  | 158:71  | 36     |
| 4. | Alba Volán Székesfehérvár | 25 | 9  | 2 | 14 | 107:154 | 20     |
| 5. | Miskolci HC               | 25 | 4  | 2 | 19 | 101:240 | 10     |
| 6. | Nepstadion NSzE Budapest  | 25 | 1  | 1 | 23 | 65:235  | 3      |

Sp = Spiele, S = Siege, U = Unentschieden, N = Niederlagen

## Playoffs

### Spiel um Platz 5
- Nepstadion NSzE Budapest – Miskolci HC 6:10

### Spiel um Platz 3
- Jászberényi Lehel SE – Alba Volán Székesfehérvár 3:1

### Finale
- Ferencvárosi TC – Újpesti TE 4:3 n. V.